# Virginia O'Brien
Virginia Lee O'Brien (18 de abril de 1919 – 16 de enero de 2001) fue una actriz, cantante y personalidad de la radio estadounidense conocida por sus papeles de canto cómico en los musicales de la Metro-Goldwyn-Mayer de la década de 1940.

## Vida y carrera
O'Brien actuó principalmente en papeles cómicos durante el apogeo de su carrera cinematográfica formal. Esto se debió en parte a su estilo de canto intencionalmente humorístico, que involucró su canto de una manera inexpresiva, sin expresiones faciales y muy poco movimiento– según los informes, "tropezó" con esto por accidente durante un espectáculo cuando se quedó prácticamente paralizada por el miedo escénico antes de cantar un número en la producción teatral de Los Ángeles Meet the People. La audiencia encontró que la actuación era hilarante y pronto fue contratada para repetir esta actuación en varias películas a partir de 1940, por lo que se ganó los apodos de "Frozen Face" y "Miss Ice Glacier," entre otros. Cuando no estaba cantando, su estilo de actuación era tan emotivo como otras actrices, y no siempre empleaba su truco al cantar, como lo demuestra su actuación en el extracto de Show Boat en la película de 1946 Till the Clouds Roll By. Hizo su debut en Broadway en el musical de corta duración Keep Off the Grass con Jimmy Durante y grabó cuatro de las canciones para Columbia Records. También grabó varios lados para Decca Records, incluidas dos de sus canciones emblemáticas: "The Wild, Wild West" y "Say We 're Sweethearts Again".
Entre las películas en las que apareció en MGM se encuentran The Big Store (1941) con los hermanos Marx, Lady Be Good (1941), Ship Ahoy (1942) con Eleanor Powell y Red Skelton, Thousands Cheer (en la que soportó las burlas de Mickey Rooney sobre su estilo de canto) Du Barry Was a Lady (con Skelton y Lucille Ball), la versión cinematográfica de Meet the People con Dick Powell, The Harvey Girls (con Judy Garland), aunque se retiró a mitad del rodaje debido a un embarazo, y Ziegfeld Follies. Después de aparecer una vez más con Red Skelton en Merton of the Movies de 1947 y después de una aparición como invitada al año siguiente en el corto Musical Merry-Go-Round, O'Brien fue repentinamente eliminada de su contrato cinematográfico de MGM, y se mudó a la televisión y regresó a las actuaciones en vivo.
Hizo dos apariciones en el cine después de esto: Francis in the Navy (1955) y una breve aparición en la comedia de Walt Disney Studios de 1976, Gus. Fue una de las estrellas en una revista de nostalgia de 1972 titulada The Big Show of 1928 con Allan Jones, Cass Daley, Beatrice Kay y Sally Rand, que recorrió el país y tocó en el Madison Square Garden de Nueva York. En 1984, creó un acto de cabaret, "Virginia O'Brien Salutes the Great MGM Musicals," que fue grabado en el Masquer's Club en Hollywood, y actualmente está disponible en CD y en iTunes. Actuó varias veces en clubes como el Roosevelt Hotel Cinegrill de Hollywood, el Vine St. Bar and Grill y el Gardenia, así como el Plush Room en San Francisco.
Continuó actuando hasta bien entrada la década de 1990 con su espectáculo de una sola mujer y una producción de Show Boat, coprotagonizada por Alan Young, y también encabezó The Fabulous Palm Springs Follies.
Murió a los 81 años en Woodland Hills, California, por causas naturales. Está enterrada en el Forest Lawn Memorial Park en Glendale, California.
O'Brien era una republicana registrada y apoyó la campaña de Dwight Eisenhower durante las elecciones presidenciales de 1952. También se adhirió al catolicismo.

## Filmografía
| Año  | Película                | Papel                           | Notas                               |
| ---- | ----------------------- | ------------------------------- | ----------------------------------- |
| 1940 | Hullabaloo              | Virginia Ferris                 |                                     |
| 1940 | Sky Murder              | Lucille LaVonne (sin acreditar) |                                     |
| 1941 | The Big Store           | Kitty                           |                                     |
| 1941 | Lady Be Good            | Lull                            |                                     |
| 1941 | Ringside Maisie         | Ella misma                      | Cantante especialista               |
| 1942 | Panama Hattie           | Flo Foster                      |                                     |
| 1942 | Ship Ahoy               | Fran Evans                      |                                     |
| 1943 | Thousands Cheer         | Herself                         | Cantante especialista               |
| 1943 | Du Barry Was a Lady     | Ginny                           |                                     |
| 1944 | Two Girls and a Sailor  | Herself                         | Cantante especialista               |
| 1944 | Meet the People         | "Woodpecker" Peg                |                                     |
| 1946 | The Show-Off            | Hortense                        |                                     |
| 1946 | Till the Clouds Roll By | Ellie Mae                       | Cantante especialista en Show Boat/ |
| 1946 | Ziegfeld Follies        |                                 | Cantante especialista               |
| 1946 | The Harvey Girls        | Alma de Ohio                    |                                     |
| 1947 | Merton of the Movies    | Phyllis Montague                |                                     |
| 1948 | Musical Merry-Go-Round  | Ella misma                      | Cantante especialista               |
| 1955 | Francis in the Navy     | enfermera Kittredge             |                                     |
| 1976 | Gus                     | Reportera                       |                                     |